# زافيتينسك
زافيتينسك (بالروسية: Завитинск) هي إحدى مدن روسيا في الكيان الفدرالي الروسي أمور أوبلاست.